# Număr Stanton
În transmiterea căldurii numărul Stanton (St) este un număr adimensional, numit după inginerul englez Thomas Ernest Stanton, definit ca raportul dintre căldura primită de un fluid și căldura înmagazinată în fluid:
Este utilizat pentru a caracteriza transmiterea căldurii în cazurile de convecție forțată.

## Definiție
Numărul Stanton este definit prin relația:
{\displaystyle \mathrm {St} ={\frac {\alpha }{Gc_{p}}}={\frac {\alpha }{\rho uc_{p}}}}
unde:
{\displaystyle \alpha } este coeficientul de transfer termic prin convecție, [W/m2K],
{\displaystyle G} este fluxul masic al fluidului, [kg/m2s]
ρ este densitatea fluidului, [kg/m3]
cp este capacitatea termică masică a fluidului, [J/kgK],
u este viteza fluidului, [m/s].
Poate fi reprezentat și în funcție de numerele Nusselt, Reynolds și Prandtl ale fluidului:
{\displaystyle \mathrm {St} ={\frac {\mathrm {Nu} }{\mathrm {Re} \,\mathrm {Pr} }}}
unde:
Nu este numărul Nusselt, [-],
Re este numărul Reynolds, [-],
Pr este numărul Prandtl, [-].
Numărul Stanton apare considerând similitudinea geometrică dintre stratul limită de impuls și stratul limită termic, unde poate fi utilizat pentru a exprima o relație între forța tangențială la perete (datorată viscozității) și transmiterea totală de căldură la perete (datorată difuzivității termice).

## Transferul de masă
Folosind analogia transferului de căldură și de masă, un St echivalent al transferului de masă poate fi găsit folosind numărul Sherwood și numărul Schmidt în locul numărului Nusselt și, respectiv, al numărului Prandtl.
{\displaystyle \mathrm {St} _{m}={\frac {\mathrm {Sh_{L}} }{\mathrm {Re_{L}} \,\mathrm {Sc} }}}
{\displaystyle \mathrm {St} _{m}={\frac {C_{m}}{\rho u}}}
unde:
{\displaystyle \mathrm {St} _{m}} este numărul Stanton masic, [-],
{\displaystyle \mathrm {Sh_{L}} } este numărul Sherwood pentru lungimea L, [-],
{\displaystyle \mathrm {Re_{L}} } este numărul Reynolds pentru lungimea L, [-],
{\displaystyle \mathrm {Sc} } este numărul Schmidt, [-],
{\displaystyle C_{m}} este diferența de concentrație masică, [kg/m2s],
{\displaystyle u} este viteza fluidului, [m/s].

## Curgerea stratului limită
Numărul Stanton este o măsură utilă a ratei de modificare a deficitului (sau excesului) de energie termică în stratul limită datorită transferului de căldură de la o suprafață plană. Dacă grosimea stratului limită termic este definită ca:
{\displaystyle \Delta _{2}=\int _{0}^{\infty }{\frac {\rho u}{\rho _{\infty }u_{\infty }}}{\frac {T-T_{\infty }}{T_{s}-T_{\infty }}}dy}
atunci numărul Stanton echivalent pentru curgerea stratului limită pe o placă plană cu o temperatură a suprafeței și proprietăți constante este:
{\displaystyle \mathrm {St} ={\frac {d\Delta _{2}}{dx}}}

### Relații folosind analogia Reynolds-Colburn
Folosind analogia Reynolds-Colburn pentru curgere turbulentă cu un model logaritmic pentru temperatură și substrat viscos, pentru transferul turbulent de căldură este valabilă următoarea relație:
{\displaystyle \mathrm {St} ={\frac {C_{f}/2}{1+12,8\left(\mathrm {Pr} ^{0,68}-1\right){\sqrt {C_{f}/2}}}}}
unde:
{\displaystyle C_{f}={\frac {0,455}{\left[\mathrm {ln} \left(0,06\,\mathrm {Re} _{x}\right)\right]^{2}}}}